# Momia

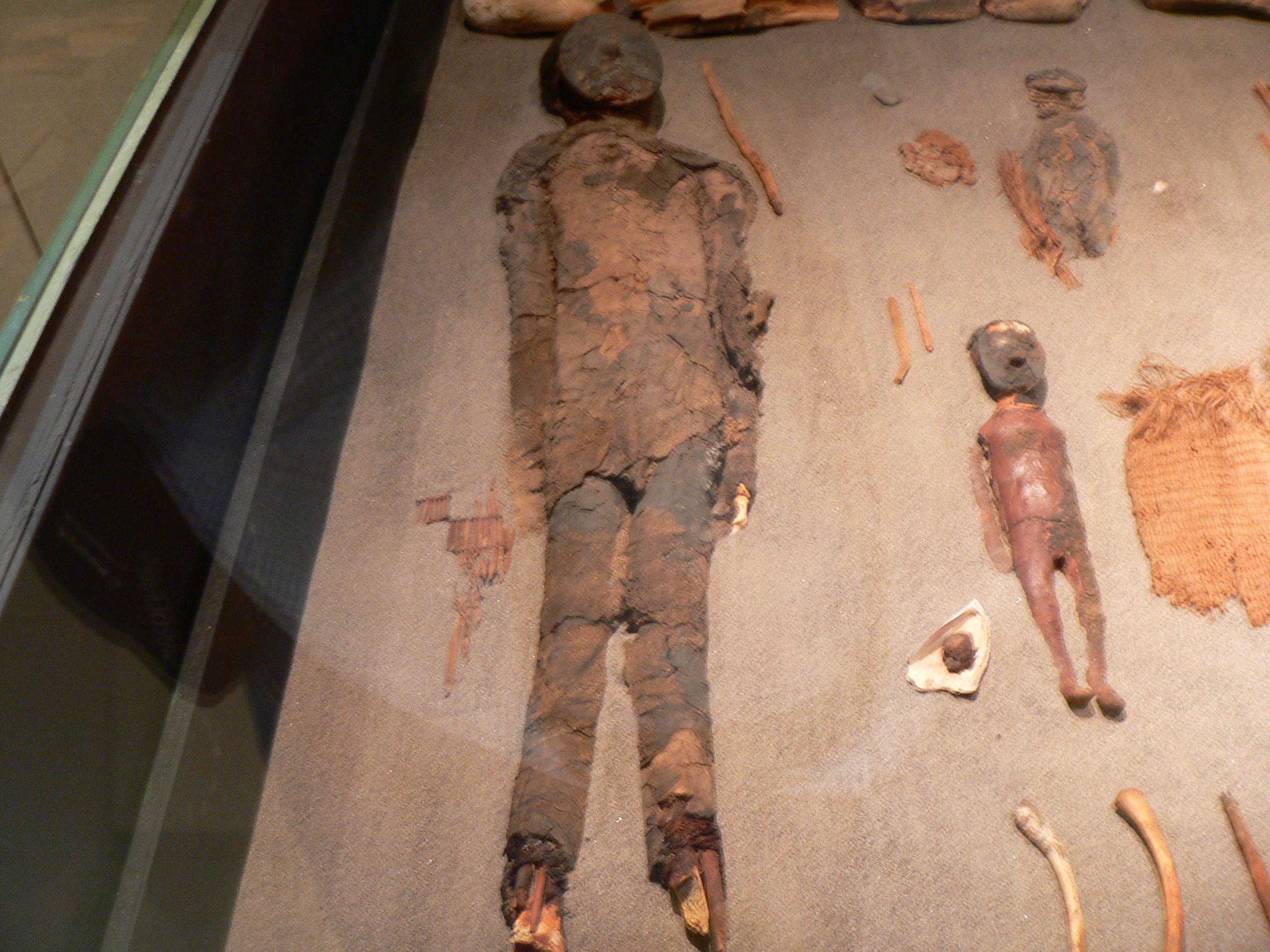
Momias de la cultura Chinchorro, en la región de Arica y Parinacota (Chile), las más antiguas del mundo.

Una momia es un ser humano o un animal muerto cuyos tejidos blandos y órganos han sido preservados por exposición intencional o accidental a productos químicos, frío extremo, humedad muy baja o falta de aire, de modo que el cuerpo recuperado no se descomponga más si se mantiene en condiciones frescas y secas. Algunas autoridades restringen el uso del término a cuerpos embalsamados deliberadamente con productos químicos, pero el uso de la palabra para cubrir cuerpos disecados accidentalmente se remonta al menos a 1615 d. C.

## Momias

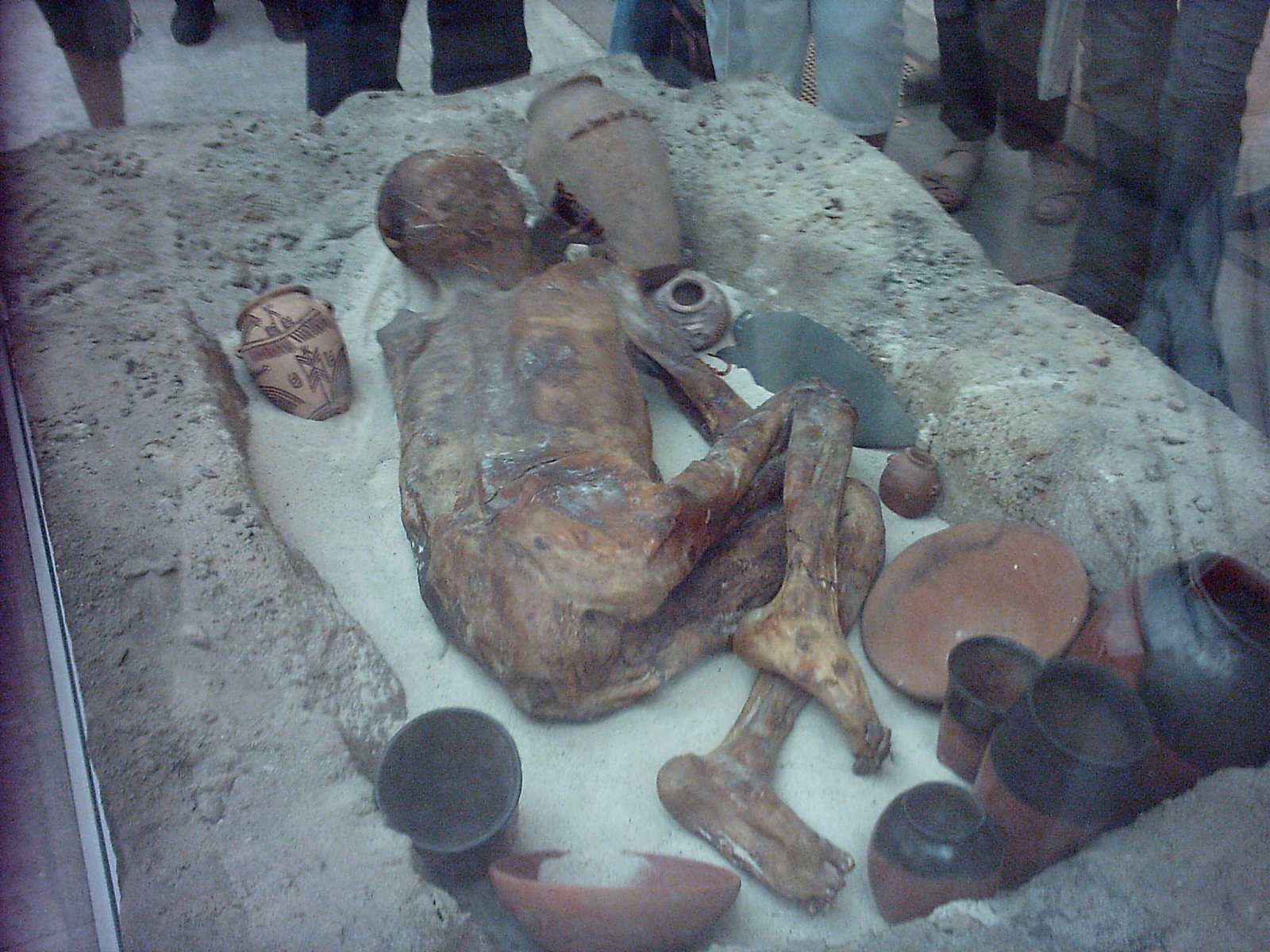
Cuerpo de egipcio momificado naturalmente (Naqada II 3500 a 3200 a. C.) Museo Británico de Londres.

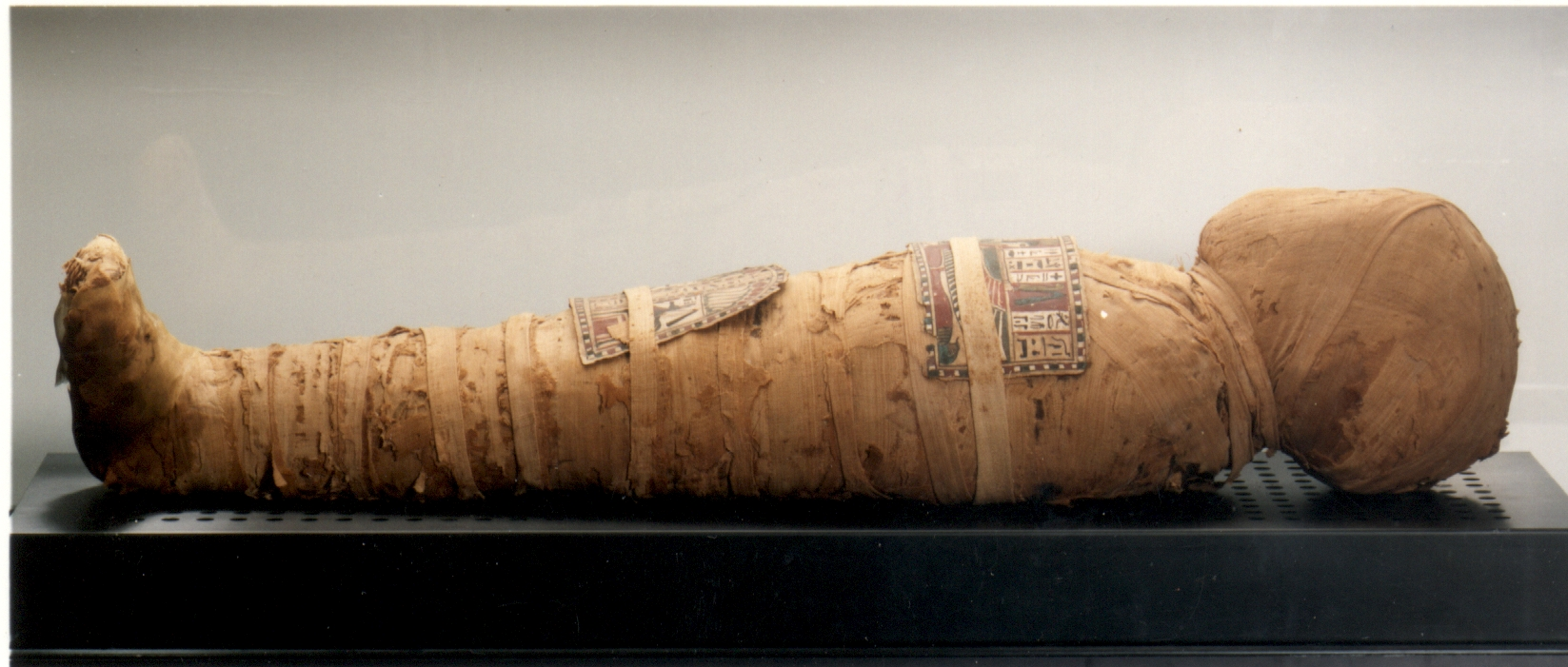
Mòmia Nesi (dinastía XX). Biblioteca Museo Víctor Balaguer. Villanueva y Geltrú (España)

### Momificación en el antiguo Egipto
La momificación egipcia consistía en: 
1. Lavar y perfumar por fuera el cadáver.
2. Se extraían los órganos y se guardaban en unos recipientes conocidos como vasos canopos.
3. Se rellenaba el vientre con mirra.
4. El cuerpo era sumergido en natrón 70 días.
5. Se secaba bien y se rellenaba con mirra.
6. El cadáver se envolvía con vendas impregnadas en resinas entre las que se colocaban amuletos. Desde la Baja Época muchas veces la resina será sustituida por betún, denominado mum de donde derivará la palabra árabe mummiya y de esta, momia.
7. Finalmente los guardaban en uno a tres sarcófagos uno dentro del otro.

| z · a | H |

| z · a | H |

Los egipcios comunes no eran momificados, pero eran enterrados desnudos y en posición fetal, en fosas donde el calor y las condiciones secas del desierto, los momificaban naturalmente. El proceso se da en las tumbas predinásticas de Nagada ya que lo más habitual era que los cuerpos permanecieran enteros y enterrados en fosas sencillas, cavadas a poca profundidad. Gracias al contacto directo con la arena del desierto, a veces estos cuerpos se han conservado muy bien (Ginger, en el Museo Británico). Pocos ejemplos nos han llegado de este tipo de momia natural, seguramente porque con frecuencia los cuerpos debieron de ser desenterrados y destrozados por los animales del desierto.

### Ejemplos de momias ceremoniales

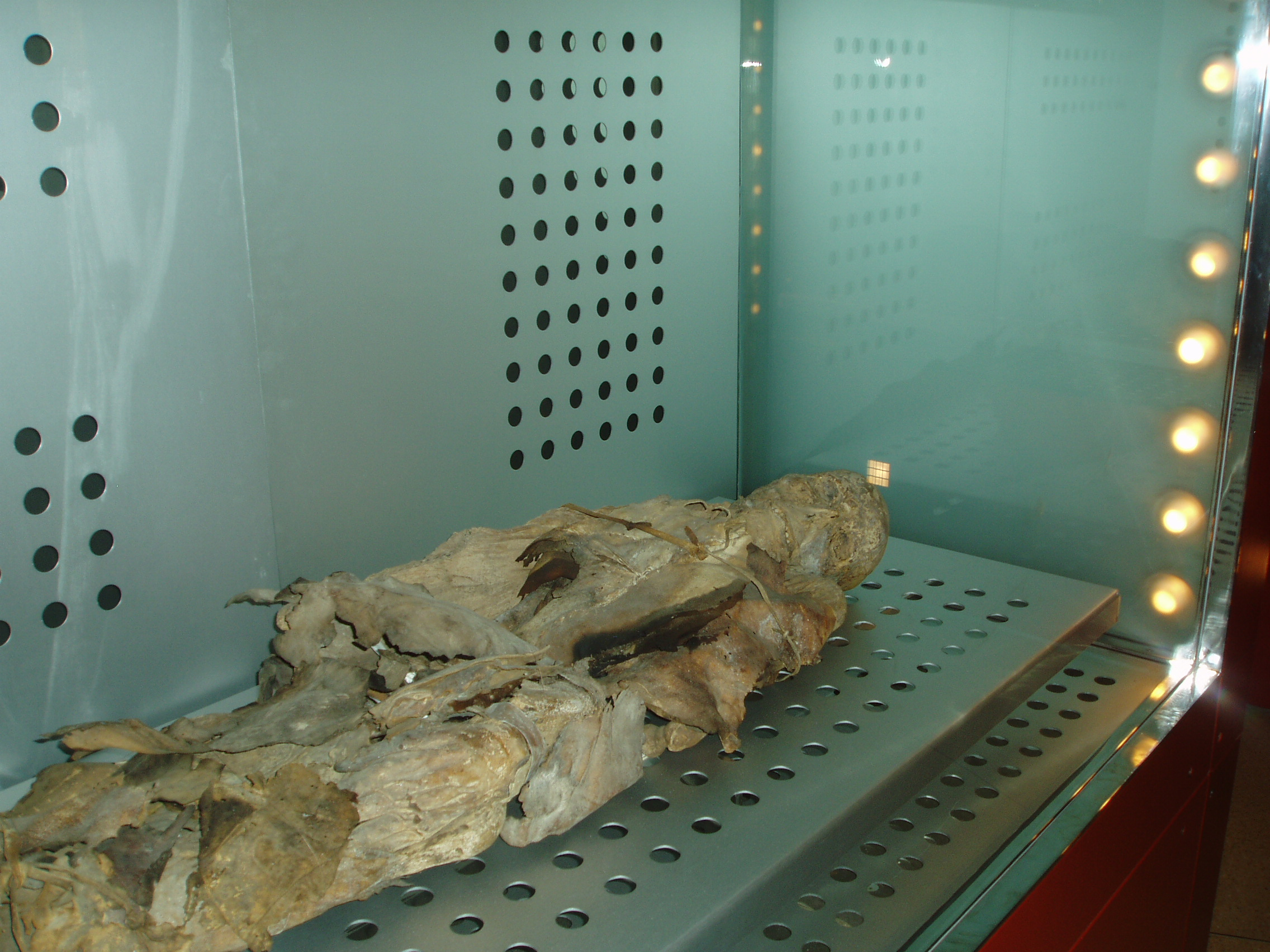
Momia guanche en el Museo de la Naturaleza y el Hombre de Santa Cruz de Tenerife (España).

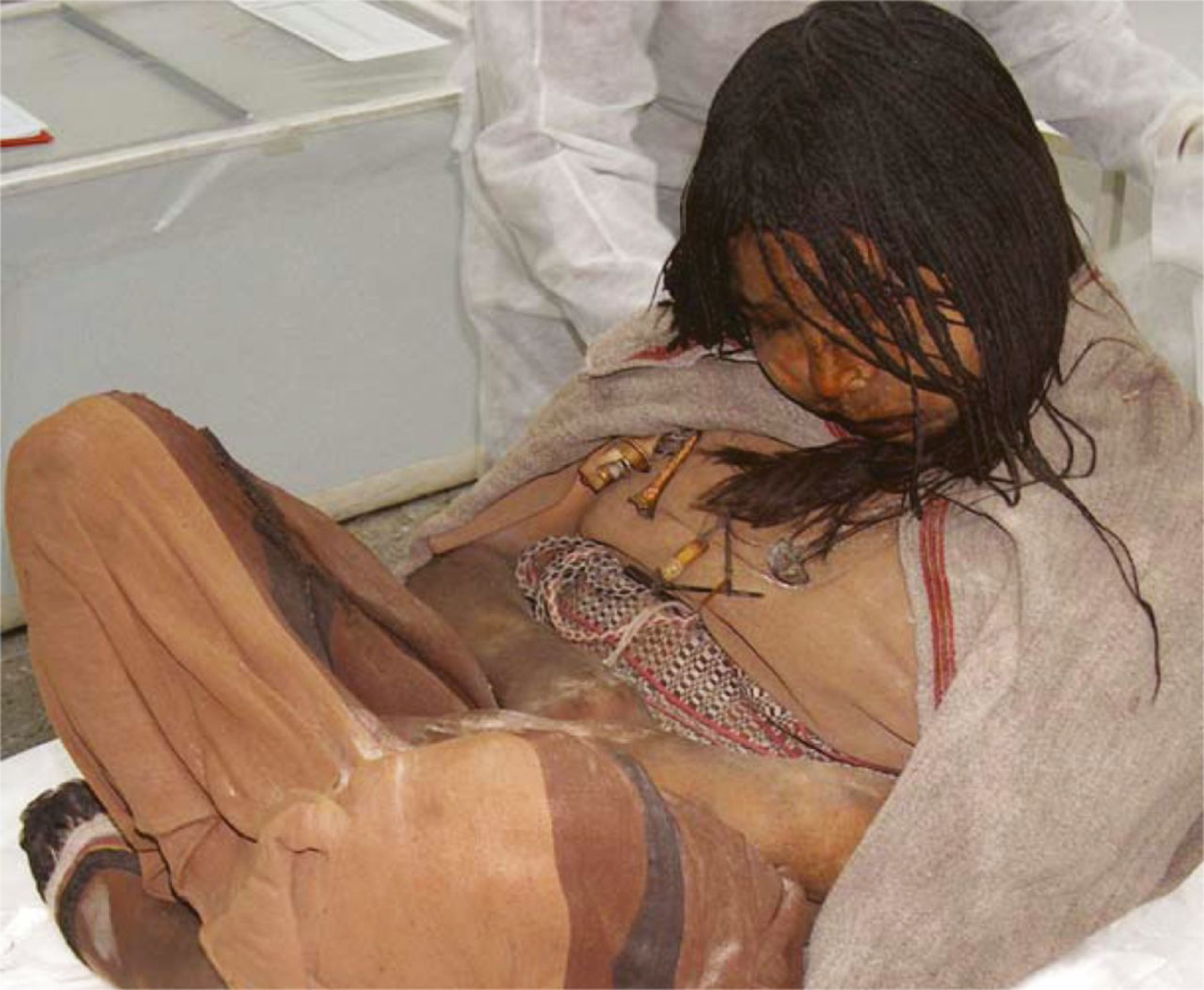
Momias de Llullaillaco en la provincia de Salta (Argentina).

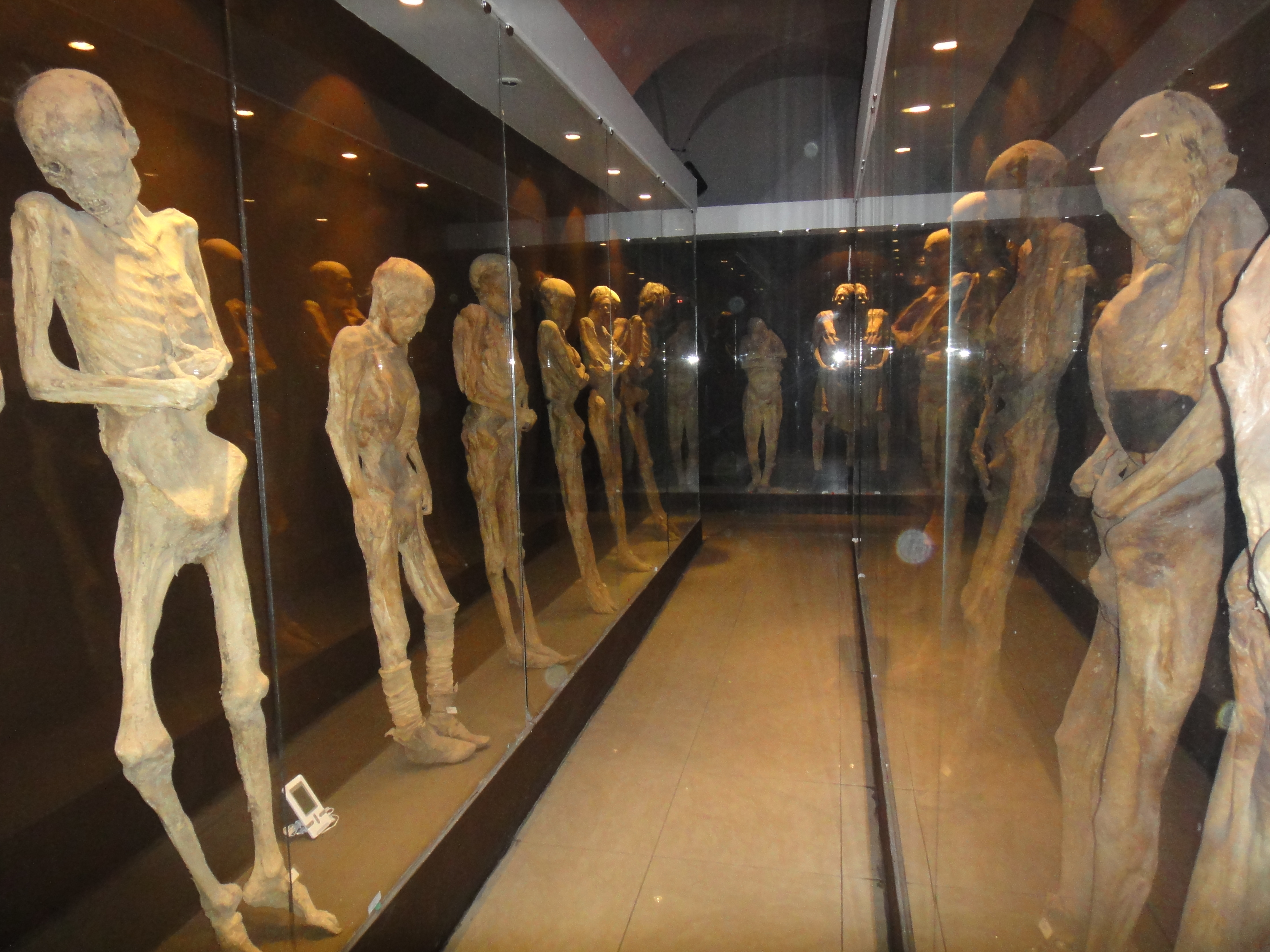
Momias de Guanajuato en exposición en la ciudad de Guanajuato (México).

- Momias chinchorro, pertenecientes a la cultura Chinchorro, localizada en la costa norte de Chile, las más antiguas de mundo.[1]
- Momias egipcias del Antiguo Egipto.
- Momias guanches, en las Islas Canarias (España).
- Momias incas, un notable número localizado en la cordillera de los Andes en Argentina, Chile y Perú. Entre ellas destacan:
  - Momia Juanita o "Dama de Ampato", hallada cerca de la cumbre del extinto volcán Ampato, Arequipa, Perú
  - Momias de Llullaillaco, halladas en la cima del Volcán Llullaillaco (6730 m s. n. m.) en la provincia de Salta, Argentina. Corresponden a tres niños sacrificados en un ritual de la época.
  - Momia del cerro Chuscha, hallada en la pre-cumbre del cerro Chuscha en la provincia de Salta, Argentina.
  - Momia de Quehuar, hallada en 1975 en la cima del volcán Quehuar, Argentina.
  - Momia del Chañi, hallada en una expedición en 1905 en Argentina.
  - Momia del cerro El Plomo o "Niño del Cerro El Plomo", hallada en la cima homónima (5424 m s. n. m.) en 1954 en Chile.
- Sokushinbutsu
- Momias tibetanas.
- Momia de la Dama Dai, dinastía Han Occidental, China
- Momias de Guanajuato, México.
- Momias de Mochica, Perú.
- Momias de la Parroquia de Santiago de Utrera (Sevilla-España).

## En la cultura popular
Dentro de la cultura popular destaca la representación de la momia resucitada como personaje clásico del catálogo de monstruos de Hollywood, junto a los zombis y vampiros.